# Liste der denkmalgeschützten Objekte in Nikitsch
Die Liste der denkmalgeschützten Objekte in Nikitsch enthält die 22 denkmalgeschützten, unbeweglichen Objekte der burgenländischen Gemeinde Nikitsch.

## Denkmäler
| Foto |                 | Denkmal                                                                           | Standort                                                | Beschreibung | Metadaten |
| ---- | --------------- | --------------------------------------------------------------------------------- | ------------------------------------------------------- | --- | --- |
| ja   | Datei hochladen | Pfarrhof HERIS-ID: 72344 Objekt-ID: 85573                                         | Hauptstraße 1 Standort KG: Kroatisch Geresdorf          | | BDA-Hist.: Q38130156 Status: § 2a Stand der BDA-Liste: 2025-06-30 Name: Pfarrhof GstNr.: 3                                                                               |
| ja   | Datei hochladen | Figurenbildstock, Familiensäule HERIS-ID: 57190 Objekt-ID: 67006                  | neben Hauptstraße 59 Standort KG: Kroatisch Geresdorf   | Die Familiensäule im Ort stammt aus dem 18. Jahrhundert. | BDA-Hist.: Q38075044 Status: § 2a Stand der BDA-Liste: 2025-06-30 Name: Figurenbildstock, Familiensäule GstNr.: 106                                                      |
| ja   | Datei hochladen | Kath. Pfarrkirche hl. Andreas HERIS-ID: 47198 Objekt-ID: 49890                    | südlich Kirchengasse 1 Standort KG: Kroatisch Geresdorf | Die Pfarrkirche ist ein einfacher Bau aus dem Jahr 1795 mit eingebundenem Fassadenturm und eingezogenem Chor. Hochaltar und Kanzel stammen aus der Zeit um 1800. | BDA-Hist.: Q15840296 Status: § 2a Stand der BDA-Liste: 2025-06-30 Name: Kath. Pfarrkirche hl. Andreas GstNr.: 1 Saint Andrew Church (Kroatisch Geresdorf)                |
| ja   | Datei hochladen | Mariensäule HERIS-ID: 72363 Objekt-ID: 85592                                      | neben Hauptstraße 2 Standort KG: Kroatisch Minihof      | Die Bildsäule stammt aus dem Jahr 1721. | BDA-Hist.: Q38130222 Status: § 2a Stand der BDA-Liste: 2025-06-30 Name: Mariensäule GstNr.: 410                                                                          |
| ja   | Datei hochladen | Volksschule HERIS-ID: 47199 Objekt-ID: 49892                                      | Kirchenplatz 17 Standort KG: Kroatisch Minihof          | Das Gebäude wurde 1894 errichtet. | BDA-Hist.: Q38025910 Status: § 2a Stand der BDA-Liste: 2025-06-30 Name: Volksschule GstNr.: 308                                                                          |
| ja   | Datei hochladen | Kath. Pfarrkirche Hl. Dreifaltigkeit HERIS-ID: 47200 Objekt-ID: 49894             | bei Kirchenplatz 19 Standort KG: Kroatisch Minihof      | 1874 unter Verwendung des Turmes des Vorgängerbaues von 1731 errichtet. Ausstattung 17.–20. Jahrhundert. | BDA-Hist.: Q15124689 Status: § 2a Stand der BDA-Liste: 2025-06-30 Name: Kath. Pfarrkirche Hl. Dreifaltigkeit GstNr.: 270 Pfarrkirche Kroatisch Minihof                   |
| ja   | Datei hochladen | Figurenbildstock, Familiensäule HERIS-ID: 72349 Objekt-ID: 85578                  | bei Kirchenplatz 19 Standort KG: Kroatisch Minihof      | Die Bildsäule stammt aus dem Jahr 1791. | BDA-Hist.: Q38130172 Status: § 2a Stand der BDA-Liste: 2025-06-30 Name: Figurenbildstock, Familiensäule GstNr.: 270                                                      |
| ja   | Datei hochladen | Figurenbildstock, Antonisäule HERIS-ID: 72350 Objekt-ID: 85579                    | bei Kirchenplatz 19 Standort KG: Kroatisch Minihof      | Die Bildsäule stammt aus dem Jahr 1915. | BDA-Hist.: Q38130181 Status: § 2a Stand der BDA-Liste: 2025-06-30 Name: Figurenbildstock, Antonisäule GstNr.: 270                                                        |
| ja   | Datei hochladen | Friedhofskapelle Zur Auferstehung HERIS-ID: 72353 Objekt-ID: 85582                | Kroatisch Minihof 133 Standort KG: Kroatisch Minihof    | Auferstehungskapelle am Friedhof von 1897. | BDA-Hist.: Q38130200 Status: § 2a Stand der BDA-Liste: 2025-06-30 Name: Friedhofskapelle Zur Auferstehung GstNr.: 133                                                    |
| ja   | Datei hochladen | Gnadenstuhl HERIS-ID: 72348 Objekt-ID: 85577                                      | Standort KG: Kroatisch Minihof                          | Eine Dreifaltigkeitssäule aus dem Jahr 1787 mit Darstellungstypus Gnadenstuhl. | BDA-Hist.: Q38130164 Status: § 2a Stand der BDA-Liste: 2025-06-30 Name: Gnadenstuhl GstNr.: 397                                                                          |
| ja   | Datei hochladen | Figurenbildstock Maria Immaculata HERIS-ID: 72354 Objekt-ID: 85583                | am Friedhof Standort KG: Kroatisch Minihof              | Die Bildsäule stammt aus dem 19. Jahrhundert. | BDA-Hist.: Q38130210 Status: § 2a Stand der BDA-Liste: 2025-06-30 Name: Figurenbildstock Maria Immaculata GstNr.: 133                                                    |
| ja   | Datei hochladen | Schloss Gálosháza HERIS-ID: 33175 Objekt-ID: 30525                                | Hauptstraße 1 Standort KG: Nikitsch                     | Das Schloss steht westlich außerhalb des Ortes in einem weitläufigen Park. Der langgestreckte Bau mit quadratischem Turm stammt ursprünglich aus dem 17. Jahrhundert. Die Gartenfassade und der Torbau wurden um 1840 hinzugefügt. Die ehemalige Kapelle im Nordflügel ist seit 1945 devastiert. | BDA-Hist.: Q37950611 Status: Bescheid Stand der BDA-Liste: 2025-06-30 Name: Schloss Gálosháza GstNr.: 1 Schloss Nikitsch                                                 |
| BW   | Datei hochladen | Familienfriedhof Zichy-Meskó HERIS-ID: 72366seit 2024                             | Hauptstraße 1 Standort KG: Nikitsch                     | | BDA-Hist.: Q126122321 Status: Bescheid Stand der BDA-Liste: 2025-06-30 Name: Familienfriedhof Zichy-Meskó GstNr.: 4385                                                   |
| ja   | Datei hochladen | Kapelle hl. Florian HERIS-ID: 72364 Objekt-ID: 85593                              | neben Hauptstraße 1 Standort KG: Nikitsch               | Die Kapelle befindet sich linksseitig bei der ehemaligen Schlosseinfahrt und wurde um 1740 errichtet. | BDA-Hist.: Q38130228 Status: § 2a Stand der BDA-Liste: 2025-06-30 Name: Kapelle hl. Florian GstNr.: 709/2                                                                |
| ja   | Datei hochladen | Figurenbildstock hl. Antonius HERIS-ID: 72378 Objekt-ID: 85609                    | vor Hauptstraße 158 Standort KG: Nikitsch               | Der Bildstock mit Antonius-von-Padua-Steinfigur am nördlichen Ortsausgang ist mit 1742 datiert. | BDA-Hist.: Q38130290 Status: § 2a Stand der BDA-Liste: 2025-06-30 Name: Figurenbildstock hl. Antonius GstNr.: 524                                                        |
| ja   | Datei hochladen | Kath. Pfarrkirche hl. Laurentius HERIS-ID: 47261 Objekt-ID: 50027                 | Kirchenplatz 5 Standort KG: Nikitsch                    | Die Pfarrkirche hl. Laurentius wurde unter Einbeziehung älterer Bauteile in den Jahren 1931/32 nach Plänen von Karl Holey gebaut. | BDA-Hist.: Q15124703 Status: § 2a Stand der BDA-Liste: 2025-06-30 Name: Kath. Pfarrkirche hl. Laurentius GstNr.: 143 Pfarrkirche Nikitsch                                |
| ja   | Datei hochladen | Kapelle des hl. Johannes Nepomuk HERIS-ID: 57189 Objekt-ID: 67005                 | Kirchenplatz 1 Standort KG: Nikitsch                    | Eine Johannes-Nepomuk-Gruppe aus Stein, die sich unter einem Baldachin mit Zwiebeldach und vier Säulen befindet. Die Steinfigurengruppe ist laut Sockelinschrift aus dem Jahr 1737 und der Baldachin aus dem Jahr 1779.                                                                          | BDA-Hist.: Q38075034 Status: § 2a Stand der BDA-Liste: 2025-06-30 Name: Kapelle des hl. Johannes Nepomuk GstNr.: 144 Figurenbildstock hl. Johannes Nepomuk, Nikitsch     |
| ja   | Datei hochladen | Bildstock, Flagellatio HERIS-ID: 33173 Objekt-ID: 30523                           | gegenüber Mittelgasse 6 Standort KG: Nikitsch           | Der Bildstock mit einer Ecce-homo-Steinfigur ist mit 1659 datiert. | BDA-Hist.: Q37950594 Status: Bescheid Stand der BDA-Liste: 2025-06-30 Name: Bildstock, Flagellatio GstNr.: 4042/1                                                        |
| ja   | Datei hochladen | Figurenbildstock Ecce Homo HERIS-ID: 72369 Objekt-ID: 85598                       | vor Neugasse 2 Standort KG: Nikitsch                    | Der Bildstock mit einer Ecce-homo-Steinfigur aus dem Jahr 1659 steht auf einer schlanken Säule mit Sockel. | BDA-Hist.: Q38130243 Status: § 2a Stand der BDA-Liste: 2025-06-30 Name: Figurenbildstock Ecce Homo GstNr.: 262                                                           |
| ja   | Datei hochladen | Marienkapelle HERIS-ID: 72371 Objekt-ID: 85600                                    | gegenüber Quellenstraße 10 Standort KG: Nikitsch        | Ein kleiner Giebelbau mit runder Apsis. | BDA-Hist.: Q38130265 Status: § 2a Stand der BDA-Liste: 2025-06-30 Name: Marienkapelle GstNr.: 4038                                                                       |
| ja   | Datei hochladen | Herz-Jesu-Kapelle HERIS-ID: 72383 Objekt-ID: 85614                                | Standort KG: Nikitsch                                   | Die neugotische Kapelle an der Straße nach Deutschkreutz wurde um 1900 errichtet. | BDA-Hist.: Q38130309 Status: § 2a Stand der BDA-Liste: 2025-06-30 Name: Herz-Jesu-Kapelle GstNr.: 4766                                                                   |
| ja   | Datei hochladen | Gruftkapelle d. Familie Zichy, Hl. Kreuz Kapelle HERIS-ID: 33174 Objekt-ID: 30524 | nahe Berggasse 7 Standort KG: Nikitsch                  | Ein neugotischer Bau mit Wandmalerei. | BDA-Hist.: Q37950603 Status: Bescheid Stand der BDA-Liste: 2025-06-30 Name: Gruftkapelle d. Familie Zichy, Hl. Kreuz Kapelle GstNr.: 4049/2 Gruftkapelle Zichy, Nikitsch |